# Nguyễn Phúc Dĩ Ngu
Nguyễn Phúc Dĩ Ngu (chữ Hán: 阮福以娛; 1885 – 16 tháng 9 năm 1942), phong hiệu Ngọc Lâm Công chúa (玉林公主), là một công chúa con vua Đồng Khánh nhà Nguyễn trong lịch sử Việt Nam.

## Tiểu sử
Hoàng nữ Dĩ Ngu sinh năm Ất Dậu (1885), là con gái trưởng của vua Đồng Khánh, mẹ là Nguyễn thị (không rõ tên). Bà Nguyễn thị mất sau khi công chúa chào đời không được bao lâu. Năm Đồng Khánh thứ nhất (1886), vua mới truy tặng cho bà Nguyễn thị làm Nghĩa tần (義嬪).
Công chúa Dĩ Ngu được xác định là con của Nghĩa tần Nguyễn thị thông qua lời dụ truy tặng cho bà Nghĩa tần làm Nhất giai Quý phi của vua Khải Định. Lời dụ rằng: "Tiên triều Nghĩa tần Nguyễn thị, là con gái của cố Hậu quân Nguyễn Diệm và là mẹ đẻ của Ngọc Lâm Thái trưởng công chúa, phụng hầu Hoàng khảo hoàng đế ta từ hồi còn chưa lên ngôi, từ lâu đã được sung làm Nguyên phi, chưa được hưởng ân điển mà đã gỡ trâm ra đi, từng khiến hoàng khảo vô cùng thương tiếc với nỗi niềm khó tìm lại thanh kiếm ngày xưa. Vì yêu quý người thân, tôn sùng đạo lý, đáng phải suy ân. Truyền tấn tặng cho làm Nhất giai Quý phi, ban cho tên thụy là Đoan Hòa, chuẩn dựng đền thờ phụng để bày tỏ sự báo đáp". Nguyễn Phúc tộc thế phả lại không đề cập đến tên của công chúa Dĩ Ngu cũng như bà Quý phi Nguyễn thị.
Năm Thành Thái thứ 13 (1901), tháng 3 (âm lịch), công chúa Dĩ Ngu lấy chồng là Nguyễn Hữu Tý, con trai thứ của cố đại thần Vĩnh Quốc công Nguyễn Hữu Độ, giữ chức Toản tu Quốc sử quán. Vua chuẩn cho chiếu theo lệ cấp nữ trang và phủ đệ tất cả 2500 đồng. An Xuyên Quận vương Miên Bàng (hoàng tử thứ 76 của vua Minh Mạng) làm chủ hôn, Hiệp biện Đại học sĩ Cao Xuân Dục sung việc thu xếp.  
Năm Duy Tân thứ 2 (1908), tháng 2 (âm lịch), bà Dĩ Ngu được sách phong làm Ngọc Lâm Thái trưởng Công chúa (玉林太長公主). Về vai vế, vua Duy Tân là cháu gọi công chúa Dĩ Ngu bằng cô, nên mới phong cho bà làm Thái trưởng công chúa. Tháng 6 (âm lịch) năm đó, công chúa được chuẩn cấp 750 đồng để tu bổ phủ đệ. Phủ đệ của bà hiện tọa lạc tại trên đường Phan Đình Phùng (Huế).
Công chúa Ngọc Lâm mất vào ngày 16 tháng 9 năm 1942 dưới thời vua Bảo Đại. Tin này được đăng trên báo Trường An số 62 ngày hôm sau. Theo tờ báo này, công chúa Dĩ Ngu thọ 58 tuổi (tính theo tuổi mụ), nên có thể suy ra năm sinh của bà là 1885. Bà là người uyên thâm Hán học, tính tình vui vẻ, lại từ bi. Bà Đoan Huy Hoàng thái hậu, mẹ vua Bảo Đại, cũng đến viếng công chúa.
Ngày 24 tháng 9 năm đó, lễ rước linh cữu của công chúa Ngọc Lâm được cử hành vào lúc 6 giờ sáng. Lễ tang có sự tham dự của phò mã Nguyễn Hữu Tý, Thái hậu Đoan Huy, vua Bảo Đại và hoàng hậu Nam Phương, công chúa Mỹ Lương và công chúa Tân Phong (hai người chị em của vua Thành Thái), cùng nhiều quan chức và các thành viên trong hoàng thất. Tẩm mộ của công chúa Ngọc Lâm được táng dưới chân núi Ngự Bình. Bà được ban thụy là Mỹ Thục (美淑).